# Elba
Elba este o insulă în Marea Mediterană, aparținând regiunii Toscana, Italia, la circa 20 km de coasta Grosseto. Este cea mai mare insulă din Arhipelagul Toscanei și a treia ca mărime dintre insulele italiene. Insula Elba și alte insule din Arhipelagul Toscanei (Pianosa, Capraia, Montecristo, Giglio și Giannutri) sunt protejate în Parcul Național al Arhipelagului Toscanei.

## Istoric
Pe această insulă a fost exilat Napoleon între 4 mai 1814 și 1 martie 1815.
1. ↑   https://www.britannica.com/place/Elba-island-Italy Lipsește sau este vid: |title= (ajutor)